# Jasmin Kraze
Jasmin Kraze (* 2009) ist eine deutsche Schauspielerin und Hörspielsprecherin.

## Leben
Jasmin Kraze sammelte erste Schauspielerfahrungen am Theater an der Parkaue in Berlin. In dem auf der Berlinale 2022 vorgestellten Film Wir könnten genauso gut tot sein spielte sie eine Nebenrolle, in dem Fernsehfilm Eine riskante Entscheidung (Arbeitstitel: Wer rettet Emily) verkörperte sie in einer Hauptrolle das Mädchen Emily Wagner, das an einer kindlichen Form von Demenz erkrankt. Auch in dem Hörspiel Ich will kein Engel sein sprach sie eine Hauptrolle. Sie hatte darüber hinaus Auftritte in Werbespots von E.ON und Netto.

## Filmografie
- 2021: Eine riskante Entscheidung
- 2022: Wir könnten genauso gut tot sein

## Hörspiele
- 2021: Frauke Angel: Ich will kein Engel sein – Regie: Leonhard Koppelmann (Original-Hörspiel, Kinderhörspiel – RBB)[2]